# Bertrand Pierre
Pour les articles homonymes, voir Pierre.
Bertrand Pierre, né le 31 décembre 1961 à Paris, est un auteur-compositeur-interprète français.

## Biographie
Né à Paris, Bertrand Pierre, dès l'âge de treize ans commence à étudier la guitare classique puis délaisse les partitions à l'adolescence et s'oriente vers la chanson. Après des études supérieures (bac C Maitrise en droit des affaires), il crée avec son ami d’enfance, Michel Tortel, une société de design du nom de Kephren puis intègre le monde de la publicité.
En parallèle, il chante, écrit et compose, et c'est lors d’un concert, en 1988, avec un groupe de rhythm and blues, qu'il rencontre l'ancien guitariste du groupe Trust, Moho Chemlakh. Cette rencontre constitue un véritable déclic, à 28 ans, il quitte tout pour se lancer dans la musique.
En 1989, faisant suite à une annonce dans le journal de Libération, il forme le groupe vocal Pow Wow avec Pascal Periz, Alain Chennevière et Ahmed Mouici. En collaboration avec Pascal Periz , ils écrivent la chanson « Le Chat ». Sortie durant l'année 1992, la chanson est classée 1er durant sept semaines dans la liste des singles numéro un en France. L'année suivante, lors de la 8e cérémonie des Victoires de la musique, le groupe est nommé à trois reprises et remporte deux victoires, celle de la « Chanson de l’année » avec « Le Chat » et du « Meilleur groupe de l’année »,. Après trois albums, sept années de concerts en France et de succès comme au Montreux Jazz Festival, le 7 juillet 1994, le groupe se sépare.
Bertrand Pierre prend le temps de se retrouver, et après deux années de recherches et d’alchimie, il revient avec un album de chansons électroniques et planantes : « Un étrange voyage » pour lequel il est reçu a l'émission « Pollen, les copains d'abord » de Jean-Louis Foulquier,. Ses chansons sont programmées sur France Inter durant l'année 2000 et il participe aux Francofolies l'année suivante. C'est aussi à partir de cette même année qu'il commence une collaboration avec Enzo Enzo, il compose et écrit plusieurs morceaux sur l'album Le jour d’à côté qui est édité en 2002.
Malgré un accueil très élogieux « Un étrange voyage », en totale rupture avec l’image du groupe Pow Wow, restera inédit.
C’est dans la lecture de la poésie que Bertrand Pierre se ressource alors en redécouvrant la poésie de Victor Hugo. C’est le début d'un chemin qui le mènera de concerts en concerts,, de rencontres en rencontres, (Mônica Passos, le groupe Mellow, Cascadeur, Enzo Enzo, Mathias Duplessy), à jouer puis enregistrer un double album consacré à la poésie amoureuse de Victor Hugo qui est sorti en 2007. L'année suivante à Montréal, il donne une interview à l'occasion de cet évènement. Cet album est distribué deux ans plus tard chez Harmonia Mundi, dans une version remaniée et en version simple sous le titre : « Si vous n’avez rien à me dire »,. Françoise Hardy reprend la chanson éponyme « Si vous n’avez rien à me dire » sur l'album L’Amour fou, qui parait en 2012. Tandis qu'Enzo Enzo reprend « La Chose La Meilleure » sur son album Têtue, paru en 2010, sur lequel Bertrand Pierre signe la plupart des textes.
Son travail autour de Victor Hugo l’amène à intervenir dans le milieu scolaire pour partager son amour de la poésie,, il découvre l’art-thérapie, reprend des études et obtient en 2012 son diplôme universitaire, pour lequel il soutient un mémoire sur la poésie-thérapie à la faculté libre de médecine de Lille (Université catholique de Lille). Il intervient régulièrement auprès de mineurs en difficulté et, en 2017, le magazine inexploré consacre un article à son activité d’art thérapeute et à la pratique de l'art du récit, de la poésie et de la musique, qu'est le « kasàlà ».
En 2015, il s’engage pleinement pour la conférence de Paris sur les changements climatiques ou COP21 et retrouve le groupe Pow wow pour la tournée Top50.
Toujours musicien chanteur et art thérapeute, il s’initie en 2016 à un nouvel art, celui de la photographie et montre son travail lors d’une première exposition à Caen en 2018 , qui sera suivie d’une exposition à la mairie du 20e arrondissement de Paris,.

## Discographie
Avec Pow wow
- 1992 : Regagner les plaines ;
- 1993 : Comme un guetteur ;
- 1996 : Pow Wow ;
- 1996 : Quatre ;
- 1998 : Master série (Compilation).

En solo
- 2001 : Un étrange voyage[10] ;
- 2007 : Autre chose[29] ;
- 2010 : Si vous n’avez rien à me dire[29].

## Auteur pour d'autres artistes
Pour Enzo Enzo
- 2001, dans l'album Le Jour d'à côté :
  - À toute berzingue ;
  - Sous ton aile.

- 2010, dans l'album Têtue :
  - Shalimar ;
  - Têtue ;
  - Plaisir d’offrir ;
  - Quand j’étais mère ;
  - La chose la meilleure ;
  - Les papayes.

Pour Françoise Hardy
- 2012 : Si vous n’avez rien a me dire, dans l'album L’Amour fou[30].